# Santa Luzia (Bahia)
Santa Luzia – miasto i gmina w Brazylii, w stanie Bahia. Znajduje się w mezoregionie Sul Baiano i mikroregionie Ilhéus-Itabuna. 
Zobacz też: 
- święta Łucja